# Ingrid Michiels
Ingrid Michiels is een personage uit de soap Thuis dat gespeeld werd door Ann Hendrickx van 1996 tot 1998.

## Fictieve biografie
Ingrid doet haar intrede in Thuis samen met haar lief, de beeldhouwer Harry Moeyaerts (vertolkt door Karel Vingerhoets). Ze hebben als koppel maar één wens: een kind. Wanneer ze na veel pogingen nog niet zwanger is, verlaat ze Harry en begint ze een relatie met een andere man, met wie ze een dochter Clio krijgt. Na de geboorte dumpt ze die man en keert ze terug naar haar grote liefde Harry. De twee beginnen weer een relatie en zijn dolblij met het nieuwe familielid.
Tijdens een autorit, op weg naar de dokter, samen met haar dochtertje Clio, komt een tegenligger met hoge snelheid aangereden, die juist een vrachtwagen voorbij gestoken heeft. In een poging de andere auto te ontwijken komt Ingrid met haar auto in het water terecht. De tegenligger, die met zijn auto de vrachtwagen voorbij gestoken heeft en nu over kop is gegaan, is Werner. Hij raakt door het auto-ongeval verlamd aan zijn benen. Dokter Valerie Wijndaele (vertolkt door Ann Ceurvels, die zo haar intrede in de serie doet) ziet het ongeval gebeuren en duikt meteen het water in. Clio wordt door Valerie gered, maar Ingrid is verdronken. Werner wordt naar het ziekenhuis overgebracht. Een paar maanden later verhuist Harry met Clio naar het buitenland.

## Trivia
- Ingrid had ook een zus in de serie die Kristien Michiels heette. Kristien had twee zoontjes, de tweeling Bert en Koen. Bert kwam om het leven bij een ongeluk dat zich voordeed terwijl Ingrid op haar neefjes aan het passen was.